# Michel Debré
Michel Debré (15. ledna 1912 Paříž – 2. srpna 1996 Montlouis-sur-Loire) byl francouzský politik, představitel gaullismu. Byl prvním premiérem Páté republiky (1959–1962) a jedním z tvůrců jejího ústavního systému, který dal mocenskou převahu prezidentovi, namísto premiérovi. V letech 1958–1959 byl v de Gaullově vládě ministrem spravedlnosti. V Páté republice byl pak ministrem financí (1966–1968), ministrem zahraničí (1968–1969) a ministrem obrany (1969–1973).
Na funkci premiéra rezignoval po referendu, jež přijalo dohody z Evianu, ukončovalo Alžírskou válku a dávalo nezávislost Alžírsku – Debré byl silným odpůrcem alžírské nezávislosti a prosazoval tvrdou koloniální linii.
Za druhé světové války byl člen francouzského (de Gaullova) odbojového hnutí France libre. Byl velmi ovlivněn de Gaullem a na jeho radu také po válce vstoupil do tradičního středového subjektu: Republikánské, radikální a radikálně socialistické strany. Roku 1946 ji však opustil a pak již střídal jen gaullistické strany, které postupně vznikaly (Rassemblement du Peuple Français, Républicains sociaux, Union pour la nouvelle République, Union des démocrates pour la République, Rassemblement pour la République).

## Vyznamenání
Státní vyznamenání udělená Michelu Debrému:

### Francouzská vyznamenání
- komtur Řádu čestné legie
- Croix de guerre 1939–1945
- Medaile odboje s rozetou
- Médaille commémorative des services volontaires dans la France libre
- Croix du combattant
- Dobrovolnický kříž 1939–1945
- Medaile uprchlíků

### Zahraniční vyznamenání
- velkokříž Řádu Isabely Katolické – Španělsko, 5. února 1969[3]
- velkokříž Řádu osvoboditele generála San Martína – Argentina
- velkokříž Řádu Leopolda – Belgie
- velkodůstojník Národního řádu Beninu – Benin
- velkodůstojník Řádu rovníkové hvězdy – Gabon
- komtur Řádu za chrabrost – Kamerun
- velkodůstojník Národního řádu za zásluhy – Mauritánie
- velkokříž Řádu svatého Karla – Monako
- velkokříž Záslužného řádu Spolkové republiky Německo – Německo
- velkodůstojník Národního řádu Nigeru – Niger
- velkodůstojník Národního řádu Pobřeží slonoviny – Pobřeží slonoviny
- velkodůstojník Národního řádu lva – Senegal